# Vojkovce
Vojkovce (Hongaars: Vojkfalva) is een Slowaakse gemeente in de regio Košice, en maakt deel uit van het district Spišská Nová Ves.
Vojkovce telt 440 inwoners.